# Sandbach
Sandbach este un oraș în comitatul Cheshire, regiunea North West England, Anglia. Orașul se află în districtul Congleton a cărui reședință este.